# Bernie (Missouri)
Bernie – miasto w Stanach Zjednoczonych, w stanie Missouri, w hrabstwie Stoddard.